# Paris Masters 2010 - Qualificazioni singolare
Le qualificazioni del singolare  del Paris Masters 2010 sono state un torneo di tennis preliminare per accedere alla fase finale della manifestazione. I vincitori dell'ultimo turno sono entrati di diritto nel tabellone principale. In caso di ritiro di uno o più giocatori aventi diritto a questi sono subentrati i lucky loser, ossia i giocatori che hanno perso nell'ultimo turno ma che avevano una classifica più alta rispetto agli altri partecipanti che avevano comunque perso nel turno finale.
Le qualificazioni del BNP Paribas Masters  2010 prevedevano 24 partecipanti di cui 6 sono entrati nel tabellone principale.

## Teste di serie
1. Jarkko Nieminen (Qualificato)
2. Andreas Seppi (primo turno)
3. Benjamin Becker (Qualificato)
4. Daniel Gimeno Traver (primo turno)
5. Fabio Fognini (Qualificato)
6. Santiago Giraldo (Qualificato)

1. Tobias Kamke (primo turno)
2. Illja Marčenko (Qualificato)
3. Michael Russell (ultimo turno)
4. Édouard Roger-Vasselin (primo turno)
5. Clement Reix (primo turno)
6. Stéphane Bohli (primo turno)

## Qualificati
1. Jarkko Nieminen
2. Illja Marčenko
3. Benjamin Becker

1. Josselin Ouanna
2. Fabio Fognini
3. Santiago Giraldo

## Tabellone

### Legenda
| - Q = Qualificato - WC = Wild card - LL = Lucky loser | - ALT = Alternate - SE = Special Exempt - PR = Protected Ranking | - w/o = Walkover - r = Ritirato - d = Squalificato |

### Sezione 1
|  | Primo turno | Primo turno        | Primo turno  | Primo turno | Primo turno |  |  | Ultimo turno | Ultimo turno    | Ultimo turno    | Ultimo turno | Ultimo turno |  |
|  |             |                    |              |             |             |  |  |              |                 |                 |              |              |  |
|  | 1           | Jarkko Nieminen    | 6            | 4           | 6           |  |  |              |                 |                 |              |              |  |
|  |             | Tejmuraz Gabašvili | 2            | 6           | 3           |  |  | 1            | Jarkko Nieminen | Jarkko Nieminen | 6            | 6            |  |
|  |             | Marc Gicquel       | Marc Gicquel | 6           | 6           |  |  |              | Marc Gicquel    | Marc Gicquel    | 2            | 1            |  |
|  | 7           | Tobias Kamke       | Tobias Kamke | 2           | 4           |  |  |              |                 |                 |              |              |  |

### Sezione 2
|  | Primo turno | Primo turno          | Primo turno | Primo turno | Primo turno |  |  | Ultimo turno | Ultimo turno         | Ultimo turno         | Ultimo turno | Ultimo turno |  |
|  |             |                      |             |             |             |  |  |              |                      |                      |              |              |  |
|  |             | Albert Ramos Viñolas | 6           | 5           | 6           |  |  |              |                      |                      |              |              |  |
|  | 2           | Andreas Seppi        | 3           | 7           | 4           |  |  |              | Albert Ramos Viñolas | Albert Ramos Viñolas | 1            | 2            |  |
|  | 8           | Illja Marčenko       | 3           | 7           | 6           |  |  | 8            | Illja Marčenko       | Illja Marčenko       | 6            | 6            |  |
|  |             | Benoît Paire         | 6           | 5           | 3           |  |  |              |                      |                      |              |              |  |

### Sezione 3
|  | Primo turno | Primo turno            | Primo turno            | Primo turno            | Primo turno |  |  | Ultimo turno | Ultimo turno           | Ultimo turno           | Ultimo turno | Ultimo turno |  |
|  |             |                        |                        |                        |             |  |  |              |                        |                        |              |              |  |
|  | 3           | Benjamin Becker        | Benjamin Becker        | 6                      | 7           |  |  |              |                        |                        |              |              |  |
|  |             | Laurent Rochette       | Laurent Rochette       | 1                      | 63          |  |  | 3            | Benjamin Becker        | Benjamin Becker        | 6            | 7            |  |
|  |             | Édouard Roger-Vasselin | Édouard Roger-Vasselin | Édouard Roger-Vasselin | 4           |  |  |              | Édouard Roger-Vasselin | Édouard Roger-Vasselin | 4            | 65           |  |
|  | 10          | Miša Zverev            | Miša Zverev            | Miša Zverev            | 0r          |  |  |              |                        |                        |              |              |  |

### Sezione 4
|  | Primo turno | Primo turno          | Primo turno  | Primo turno | Primo turno |  |  | Ultimo turno    | Ultimo turno    | Ultimo turno    | Ultimo turno | Ultimo turno |  |
|  |             |                      |              |             |             |  |  |                 |                 |                 |              |              |  |
|  |             | Josselin Ouanna      | 65           | 7           | 6           |  |  |                 |                 |                 |              |              |  |
|  | 4           | Daniel Gimeno Traver | 7            | 5           | 4           |  |  | Josselin Ouanna | Josselin Ouanna | Josselin Ouanna | 6            | 7            |  |
|  |             | Clement Reix         | Clement Reix | 6           | 6           |  |  | Clement Reix    | Clement Reix    | Clement Reix    | 2            | 5            |  |
|  | 11          | Marsel İlhan         | Marsel İlhan | 4           | 4           |  |  |                 |                 |                 |              |              |  |

### Sezione 5
|  | Primo turno | Primo turno           | Primo turno           | Primo turno | Primo turno |  |  | Ultimo turno | Ultimo turno   | Ultimo turno   | Ultimo turno | Ultimo turno |  |
|  |             |                       |                       |             |             |  |  |              |                |                |              |              |  |
|  | 5           | Fabio Fognini         | Fabio Fognini         | 6           | 6           |  |  |              |                |                |              |              |  |
|  |             | Roberto Bautista Agut | Roberto Bautista Agut | 2           | 4           |  |  | 5            | Fabio Fognini  | Fabio Fognini  | 7            | 6            |  |
|  |             | Stéphane Bohli        | Stéphane Bohli        | 7           | 6           |  |  |              | Stéphane Bohli | Stéphane Bohli | 64           | 3            |  |
|  | 12          | Jan Hájek             | Jan Hájek             | 6(1)        | 2           |  |  |              |                |                |              |              |  |

### Sezione 6
|  | Primo turno | Primo turno      | Primo turno      | Primo turno | Primo turno |  |  | Ultimo turno | Ultimo turno     | Ultimo turno     | Ultimo turno | Ultimo turno |  |
|  |             |                  |                  |             |             |  |  |              |                  |                  |              |              |  |
|  | 6           | Santiago Giraldo | Santiago Giraldo | 6           | 7           |  |  |              |                  |                  |              |              |  |
|  |             | Romain Jouan     | Romain Jouan     | 4           | 64          |  |  | 6            | Santiago Giraldo | Santiago Giraldo | 6            | 6            |  |
|  | 9           | Michael Russell  | 63               | 6           | 6           |  |  | 9            | Michael Russell  | Michael Russell  | 4            | 2            |  |
|  |             | Vincent Millot   | 7                | 1           | 4           |  |  |              |                  |                  |              |              |  |